# Кинг Дьюд
Томас Джефферсон Кауджилл (англ. Thomas Jefferson Cowgill); выступает под именем King Dude — американский музыкант, певец и автор песен. В своём творчестве наследует эстетику Чарльза Буковски и южной готики, музыкальные обычаи Джонни Кэша, Ника Кейва, Тома Уэйтса, Марка Ланегана, Леонарда Коэна. Музыкальные критики характеризуют стиль King Dude как «погребальный блюз» и «апокалиптический фолк», исполнителя описывают «сиэтлским разносчиком дьявольской рок-музыки», в то время как сам Томас Кауджилл в душе считает, что его песни наиболее близки к госпелу (христианской музыке).
Тексты King Dude затрагивают темы греха и спасения, противостояния Бога и Дьявола; зачастую в них встречаются мотивы оккультизма и образы традиционного американского фольклора, такие как ведьмы и призраки. Мрачный низкий голос исполнителя описывают как «хриплое рычание», «зловещее карканье» и т. п. Помимо музыки, Кауджилл занимается дизайном одежды, руководит маркой Actual Pain.

## Биография
Немалое влияние на формирование личности Томаса Кауджилла оказал его отец, гитарист в фолк-группе и ревностный христианин, побудивший сына к изучению гностических текстов, истории религии, формирования католицизма. Первый музыкальный опыт Томас Джефферсон приобрёл в хардкор- и блэк/дэт-группах Teen Cthulhu и Book of Black Earth. С 2010 года начал выступать как сольный музыкант под псевдонимом King Dude. Общими приметами для всего атмосферного звучания этого сольного проекта является акустическая основа с вкраплением шумов, записанных в «полевых условиях»: свиста ветра, звона церковных колоколов, стука колёс поезда.
Первые диски King Dude — Tonight’s Special Death и Love — прошли относительно незамеченными музыкальными критиками. Исполнитель привлёк внимание международной прессы лишь с выходом третьего альбома, Burning Daylight, на котором King Dude представил слушателям «гравийноголосую медитацию о смерти и любви на краю бытия». В своих обзорах пластинки рецензенты нередко называли музыканта «хоррор-версией Джонни Кэша» или «страдающим ларингитом Томом Уэйтсом». Целью четвёртого диска King Dude определил создание «настолько жуткой музыки, насколько это возможно». Корни стиля Fear критики обнаружили в записях The Birthday Party, The Gun Club и Death in June. В те же годы Кауджилл решил создать дуэт под стать Ли Хезлвуду и Нэнси Синатре, в осуществлении этого желания исполнителю помогла калифорнийская певица и автор песен Челси Вульф.
Пятый альбом Songs Of Flesh & Blood — In The Key Of Light вышел наиболее личным для музыканта, а также первым, на обложку которого он поместил свою фотографию. King Dude всё дальше уходит от сырого акустического звучания ранних работ, теперь в его записях можно услышать клавишные: фортепиано, орган, меллотрон, изысканные струнные — виолу и скрипку, а также такие экзотические инструменты как бубен или вибрафон. Шестая пластинка, Sex, целиком посвящена теме, вынесенной в заголовок. Звучание диска колеблется от старомодного рок-н-ролла и панк-рока до пост-панка, готик-рока и даже прото-панка.

## Дискография
| Студийные альбомы - 2010 — Tonight’s Special Death - 2011 — Love - 2012 — Burning Daylight - 2014 — Fear - 2015 — Songs Of Flesh & Blood — In The Key Of Light - 2016 — Sex - 2018 — Music to Make War To - 2020 — Full Virgo Moon - 2022 — Death | Мини-альбомы/синглы - 2010 — My Beloved Ghost - 2011 — The Black Triangle - 2012 — You Can Break My Heart - 2013 — Born In Blood - 2013 — Holy Trinity - 2015 — Deal With The Devil - 2017 — In The Eyes Of The Lord / Why Must I Go On | Совместные записи - 2010 — Solanaceae & King Dude (с Solanaceae) - 2013 — Urfaust / King Dude (с Urfaust) - 2013 — Sing Songs Together… (с Челси Вульф) - 2014 — Sing More Songs Together… (с Челси Вульф) - 2016 — Sing Each Other’s Songs for You (с Джули Круз) - 2016 — King Dude / (Dolch) (с Dolch) - 2016 — Who Taught You How To Love (с Drab Majesty) |